# Anne White
Anne White (Charleston, 28 september 1961) is een voormalig tennisspeelster uit de Verenigde Staten van Amerika. White speelt rechtshandig. Zij was actief in het internationale tennis van 1978 tot en met 1991.

## Loopbaan

### Enkelspel
White debuteerde in november 1978 op het Florida Federal Open in Oldsmar nabij Clearwater (Florida, VS) – zij versloeg er de Britse Glynis Coles en Jeanne Evert, en bereikte zo de kwartfinale. In 1980 had zij haar grandslamdebuut op het US Open – na een vrijstelling voor de eerste ronde verloor zij haar openingspartij in de tweede ronde. Bij haar volgende grandslamdeelname, op Roland Garros 1981, won zij twee partijen en bereikte zij de derde ronde.
Na een viertal halve-finaleplaatsen op WTA-toernooien in 1983 (Hershey, Atlanta, Birmingham) c.q. 1984 (Johannesburg) stond White in 1984 voor het eerst in een finale, op het WTA-toernooi van Birmingham – zij verloor van landgenote Pam Shriver. In 1987 veroverde White haar enige WTA-titel, op het toernooi van Phoenix, door in de eindstrijd de Australische Dianne Balestrat te verslaan.
Haar beste resultaat op de grandslamtoernooien is het bereiken van de vierde ronde, eenmaal op het US Open 1983 en andermaal op Roland Garros 1984. Haar hoogste notering op de WTA-ranglijst is de 19e plaats, die zij bereikte in maart 1986.

### Dubbelspel
White behaalde in het dubbelspel betere resultaten dan in het enkelspel. Zij debuteerde in 1980 op een klein toernooi, het USTA Penn Circuit, in Rockwall (Texas, VS), samen met landgenote Caryn Copeland – zij verloren van het Amerikaanse duo Rita Agassi en Tina Mochizuki. Later dat jaar speelde White voor het eerst op een WTA-hoofdtoernooi, op het US Clay Court Championship in Indianapolis, samen met landgenote Heather Ludloff. Drie weken later had zij haar grandslamdebuut, op het US Open, met landgenote Nancy Yeargin aan haar zijde – na een vrijstelling voor de eerste ronde verloren zij in de tweede ronde van het Nederlandse duo Marcella Mesker en Nanette Schutte. Bij haar volgende grandslamdeelname, op Roland Garros 1981 samen met Stacy Margolin, won zij twee partijen en bereikte zij de derde ronde.
White stond in 1984 voor het eerst in een WTA-finale, op het toernooi van Washington, samen met landgenote Leslie Allen – zij verloren van het Amerikaanse koppel Barbara Potter en Sharon Walsh. Vier weken later veroverde White haar eerste WTA-titel, op het toernooi van Houston, samen met de Joegoslavische Mima Jaušovec, waarbij zij revanche nam op het duo Potter en Walsh. In totaal won zij zeven WTA-titels, de laatste in 1987 op het Pan Pacific Open in Tokio, samen met landgenote Robin White, waarbij zij de Bulgaarse zussen Katerina en Manuela Maleeva versloegen.
Haar beste resultaat op de grandslamtoernooien is het bereiken van de halve finale, eenmaal op het US Open 1984 en andermaal op Roland Garros 1985, beide met landgenote Betsy Nagelsen. Haar hoogste notering op de WTA-ranglijst is de 18e plaats, die zij bereikte in maart 1988.

#### Gemengd dubbelspel
In deze discipline bereikte White de kwartfinale op Wimbledon, eerst in 1982 met landgenoot Chip Hooper en later nogmaals in 1985 met landgenoot Eliot Teltscher.

### Tennis in teamverband
White vertegenwoordigde de Verenigde Staten tweemaal op de Wightman Cup, in 1985 en 1986 – beide keren wonnen de Amerikaanse dames met 7–0.

## Posities op deWTA-ranglijst
Positie per einde seizoen:
| jaar | rang enkelspel | rang dubbelspel |
| ---- | -------------- | --------------- |
| 1980 | 42             | –               |
| 1981 | 41             | –               |
| 1982 | 51             | –               |
| 1983 | 37             | –               |
| 1984 | 45             | 14              |
| 1985 | 20             | 22              |
| 1986 | 51             | 20              |
| 1987 | 57             | 23              |
|      |                |                 |
| 1990 | –              | 127             |

## Palmares
| Legenda                |
| ---------------------- |
| Grandslamtoernooi      |
| Olympische Spelen      |
| Year-End Championships |
| Tier I                 |
| Tier II                |
| Tier III               |
| Tier IV & V            |

### WTA-finaleplaatsen enkelspel
| nr.              | finale     | toernooi       | ondergrond | tegenstandster   | score    |
| ---------------- | ---------- | -------------- | ---------- | ---------------- | -------- |
| gewonnen finales |            |                |            |                  |          |
| 1.               | 1987-03-15 | WTA Phoenix    | hardcourt  | Dianne Balestrat | 6-1, 6-2 |
| verloren finales |            |                |            |                  |          |
| 1.               | 1984-06-17 | WTA Birmingham | gras       | Pam Shriver      | 6-7, 3-6 |

### WTA-finaleplaatsen vrouwendubbelspel
| nr.              | finale     | toernooi        | ondergrond | partner         | tegenstandsters                  | score         |         |
| ---------------- | ---------- | --------------- | ---------- | --------------- | -------------------------------- | ------------- | ------- |
| gewonnen finales |            |                 |            |                 |                                  |               |         |
| 1.               | 1984-02-05 | WTA Houston     | tapijt (i) | Mima Jaušovec   | Barbara Potter Sharon Walsh      | 6-4, 3-6, 7-6 |         |
| 2.               | 1984-03-18 | WTA Palm Beach  | gravel     | Betsy Nagelsen  | Rosalyn Fairbank Candy Reynolds  | 2-6, 6-2, 6-2 |         |
| 3.               | 1984-03-25 | WTA Dallas      | tapijt (i) | Leslie Allen    | Sandy Collins Elizabeth Sayers   | 6-4, 5-7, 6-2 |         |
| 4.               | 1984-06-17 | WTA Birmingham  | gras       | Leslie Allen    | Barbara Jordan Elizabeth Sayers  | 7-5, 6-3      |         |
| 5.               | 1986-04-13 | WTA Hilton Head | gravel     | Chris Evert     | Steffi Graf Catherine Tanvier    | 6-3, 6-3      |         |
| 6.               | 1987-03-22 | WTA Dallas      | tapijt (i) | Mary-Lou Piatek | Elise Burgin Robin White         | 7-5, 6-3      |         |
| 7.               | 1987-09-20 | WTA Tokio       | tapijt (i) | Robin White     | Katerina Maleeva Manuela Maleeva | 6-1, 6-2      |         |
| verloren finales |            |                 |            |                 |                                  |               |         |
| 1.               | 1984-01-09 | WTA Washington  | tapijt (i) | Leslie Allen    | Barbara Potter Sharon Walsh      | 1-6, 7-6, 2-6 |         |
| 2.               | 1985-04-07 | WTA Tokio       | tapijt (i) | Betsy Nagelsen  | Kathy Jordan Elizabeth Smylie    | 6-4, 5-7, 2-6 | details |
| 3.               | 1985-09-29 | WTA New Orleans | tapijt (i) | Mary-Lou Piatek | Chris Evert Wendy Turnbull       | 1-6, 2-6      |         |
| 4.               | 1987-03-15 | WTA Phoenix     | hardcourt  | Mary-Lou Piatek | Penny Barg Beth Herr             | 6-2, 2-6, 6-7 |         |

## Resultaten grandslamtoernooien
| Legenda | Legenda                          |
| ------- | -------------------------------- |
| g.t.    | geen toernooi gehouden           |
| l.c.    | lagere categorie                 |
| –       | niet deelgenomen                 |
| G       | uitgeschakeld in de groepsfase   |
| 1R      | uitgeschakeld in de eerste ronde |
| 2R      | uitgeschakeld in de tweede ronde |
| 3R      | uitgeschakeld in de derde ronde  |
| 4R      | uitgeschakeld in de vierde ronde |
| KF      | uitgeschakeld in de kwartfinale  |
| HF      | uitgeschakeld in de halve finale |
| F       | de finale verloren               |
| W       | het toernooi gewonnen            |
| w-v     | winst/verlies-balans             |

- Noot: in de jaren 1978–1985 werd het Australian Open in december gespeeld.

### Enkelspel
| toernooi        | 1980 | 1981 | 1982 | 1983 | 1984 | 1985 | 1986 | 1987 |
| --------------- | ---- | ---- | ---- | ---- | ---- | ---- | ---- | ---- |
| Australian Open | –    | 2R   | 1R   | 2R   | 1R   | –    | g.t. | –    |
| Roland Garros   | –    | 3R   | 3R   | 3R   | 4R   | 3R   | 1R   | –    |
| Wimbledon       | –    | 1R   | 3R   | 2R   | 1R   | 1R   | 1R   | 2R   |
| US Open         | 2R   | 2R   | 2R   | 4R   | 3R   | 3R   | 1R   | 1R   |

### Vrouwendubbelspel
| toernooi        | 1980 | 1981 | 1982 | 1983 | 1984 | 1985 | 1986 | 1987 |    | 1990 |
| --------------- | ---- | ---- | ---- | ---- | ---- | ---- | ---- | ---- | -- | ---- |
| Australian Open | –    | 1R   | 1R   | 2R   | 2R   | –    | g.t. | –    | –  |      |
| Roland Garros   | –    | 3R   | 3R   | 1R   | 3R   | HF   | 3R   | –    | –  |      |
| Wimbledon       | –    | 2R   | 1R   | 2R   | 3R   | 3R   | 2R   | 2R   | 2R |      |
| US Open         | 2R   | 3R   | 1R   | 1R   | HF   | 1R   | 3R   | 3R   | 2R |      |

### Gemengd dubbelspel
| toernooi        | 1981 | 1982 | 1983 | 1984 | 1985 | 1986 | 1987 | w-v |
| --------------- | ---- | ---- | ---- | ---- | ---- | ---- | ---- | --- |
| Australian Open | g.t. | g.t. | g.t. | g.t. | g.t. | g.t. | –    | 0-0 |
| Roland Garros   | 2R   | –    | 2R   | 3R   | –    | 2R   | –    | 5-4 |
| Wimbledon       | 1R   | KF   | 1R   | 2R   | KF   | –    | 2R   | 7-5 |
| US Open         | –    | –    | –    | –    | –    | 1R   | 2R   | 1-2 |